# Авторегресивна умовна гетероскедастичність
В економетриці, Авторегресивні умовно гетероскедастичні (АРУГ) (англ. Autoregressive conditional heteroskedasticity, ARCH) моделі використовуються для опису і моделювання часових рядів.
Такі моделі використовуються у випадках коли є підстави вважати, що в на кожному відрізку часу, дисперсія часового ряду залежить від різних параметрів і не є сталою.

## АРУГ(q) (ARCH(q)) модель
Нехай потрібно змоделювати часовий ряд використовуючи АРУГ процес. Позначимо {\displaystyle ~\epsilon _{t}~} похибки (залишки доходів відносно середнього процесу). Ці {\displaystyle ~\epsilon _{t}~} розкладаються на стохастичний член, {\displaystyle z_{t}}, та стандартне відхилення, залежне від часу, {\displaystyle \sigma _{t}}. {\displaystyle \sigma _{t}} характеризує величину {\displaystyle ~\epsilon _{t}~} наступним чином
{\displaystyle ~\epsilon _{t}=\sigma _{t}z_{t}~}
тут {\displaystyle z_{t}} — стандартна нормальна випадкова величина (математичне сподівання = 0, дисперсія = 1), (тобто, {\displaystyle z_{t}{\overset {\textrm {iid}}{\thicksim }}N(0,1))} і ряд {\displaystyle \sigma _{t}^{2}} моделюється як
{\displaystyle \sigma _{t}^{2}=\alpha _{0}+\alpha _{1}\epsilon _{t-1}^{2}+\cdots +\alpha _{q}\epsilon _{t-q}^{2}=\alpha _{0}+\sum _{i=1}^{q}\alpha _{i}\epsilon _{t-i}^{2}}
де {\displaystyle ~\alpha _{0}>0~} та {\displaystyle \alpha _{i}\geq 0,~i>0}.
Параметри АРУГ(q) моделі можуть бути оцінені методом найменших квадратів. Метод тестування кількості лагів похибок моделі УАРГ з використанням методу множників Лагранжа запропонував Роберт Енґл. Процедура тестування здійснюється виконанням кроків:
1. Оцінити найкращу підгонку АР(q) модель {\displaystyle y_{t}=a_{0}+a_{1}y_{t-1}+\cdots +a_{q}y_{t-q}+\epsilon _{t}=a_{0}+\sum _{i=1}^{q}a_{i}y_{t-i}+\epsilon _{t}}.
2. Отримати квадрати похибок {\displaystyle {\hat {\epsilon }}^{2}} і зрегресувати їх на константі та q лагах (запізненнях):

{\displaystyle {\hat {\epsilon }}_{t}^{2}={\hat {\alpha }}_{0}+\sum _{i=1}^{q}{\hat {\alpha }}_{i}{\hat {\epsilon }}_{t-i}^{2}}

тут q кількість запізнень УАРГ процесу.
3. Нульова гіпотеза полягає в тому, що якщо ми не маємо АРУГ компонентів, тоді має виконуватися {\displaystyle \alpha _{i}=0\ \forall \ i=1,\cdots ,q}. Альтернативна гіпотеза про присутність УАРГ компонентів перевіряється тим, що принаймні один оцінений параметр {\displaystyle \alpha _{i}} суттєво відрізняється від нуля. Для вибірки з T похибок за умови вірності нульової гіпотези (похибки не є АРУГ процесом) тестова статистика TR² має {\displaystyle \chi ^{2}} розподіл з q ступенями свободи. Якщо TR² більше ніж відповідний квантиль хі-квадрат розподілу ми відкидаємо нульову гіпотезу і робимо висновок, що присутній УАРГ ефект у АРРС моделі. Якщо TR² — менше ніж квантиль хі-квадрат розподілу ми не відкидаємо нульову гіпотезу.

| Статистика | Це незавершена стаття зі статистики. Ви можете допомогти проєкту, виправивши або дописавши її. |